# John Hunter (remero)
John Andrew Hunter (Christchurch, 8 de noviembre de 1943) es un deportista neozelandés que compitió en remo.
Participó en dos Juegos Olímpicos de Verano en los años 1968 y 1972, obteniendo una medalla de oro en Múnich 1972 en la prueba de ocho con timonel. Ganó una medalla de bronce en el Campeonato Mundial de Remo de 1970 y una medalla de oro en el Campeonato Europeo de Remo de 1971.

## Palmarés internacional
| Juegos Olímpicos   | Juegos Olímpicos        | Juegos Olímpicos  | Juegos Olímpicos |
| Año                | Lugar                   | Medalla           | Prueba           |
| ------------------ | ----------------------- | ----------------- | ---------------- |
| 1972               | Múnich (RFA)            | Medalla de oro    | Ocho con timonel |
| Campeonato Mundial |                         |                   |                  |
| Año                | Lugar                   | Medalla           | Prueba           |
| 1970               | St. Catharines (Canadá) | Medalla de bronce | Ocho con timonel |
| Campeonato Europeo |                         |                   |                  |
| Año                | Lugar                   | Medalla           | Prueba           |
| 1971               | Copenhague (Dinamarca)  | Medalla de oro    | Ocho con timonel |

1. ↑  En algunas ediciones del Campeonato Europeo se permitió la participación de remeros de otros continentes.